# Hypogomphia
Hypogomphia, biljni rod jednogodišnjeg raslinja iz Srednje (Tadžikistan sa dva endema; Kazahstan; Turkmenistan; Uzbekistan; Kirgistan) i Zapadne Azije (Afganistan, Iran). Tipična je najrasprostranjenija vrsta Hypogomphia turkestana. Rod je opisan 1872.

## Vrste
1. Hypogomphia bucharica Vved.
2. Hypogomphia purpurea (Regel) Vved. ex Kochk.
3. Hypogomphia turkestana Bunge